# 冀鲁边区革命纪念馆
冀鲁边区革命纪念馆是中国山东省乐陵市的一所公立博物馆，地址在朱集镇旅游路，主要展示冀鲁边区的历史。2024年入选国家二级博物馆。